# Stari Iarîlovîci, Ripkî
Stari Iarîlovîci (în ucraineană Старі Яриловичі) este un sat în comuna Novi Iarîlovîci din raionul Ripkî, regiunea Cernihiv, Ucraina.

## Demografie
Componența lingvistică a localității Stari Iarîlovîci
     Ucraineană (83,21%)
     Rusă (9,16%)
     Belarusă (7,63%)
Conform recensământului din 2001, majoritatea populației localității Stari Iarîlovîci era vorbitoare de ucraineană (83,21%), existând în minoritate și vorbitori de rusă (9,16%) și belarusă (7,63%).